# Geneseo, Kansas
Geneseo là một thành phố thuộc quận Rice, tiểu bang Kansas, Hoa Kỳ. Năm 2010, dân số của xã này là 267 người.

## Dân số
Dân số các năm:
- Năm 2000: 272 người
- Năm 2010: 267 người